# Phytomyza araliae
Phytomyza araliae är en tvåvingeart som beskrevs av Mitsuhiro Sasakawa 1955. Phytomyza araliae ingår i släktet Phytomyza och familjen minerarflugor. Inga underarter finns listade i Catalogue of Life.